# José Ramalho
José Ramalho (11 de agosto de 1982) es un deportista portugués que compite en piragüismo en la modalidad de maratón.
Ganó once medallas en el Campeonato Mundial de Piragüismo en Maratón entre los años 2009 y 2024, y diecisiete medallas en el Campeonato Europeo de Piragüismo en Maratón entre los años 2009 y 2025.
Además, consiguió tres medallas de bronce en los Juegos Mundiales, en los años 2022 y 2025.

## Palmarés internacional
| \| Campeonato Mundial \| Campeonato Mundial \| Campeonato Mundial \| Campeonato Mundial \| \| Año \| Lugar \| Medalla \| Competición \| \| ------------------ \| ------------------------------ \| ------------------ \| ------------------ \| \| 2009 \| Vila Nova de Gaia (Portugal) \| Medalla de bronce \| K1 \| \| 2012 \| Roma (Italia) \| Medalla de plata \| K1 \| \| 2014 \| Oklahoma City (Estados Unidos) \| Medalla de bronce \| K1 \| \| 2016 \| Brandeburgo (Alemania) \| Medalla de bronce \| K1 \| \| 2019 \| Shaoxing (China) \| Medalla de plata \| K1 \| \| 2021 \| Pitești (Rumania) \| Medalla de oro \| K1 (DC) \| \| 2022 \| Ponte de Lima (Portugal) \| Medalla de oro \| K2 \| \| 2022 \| Ponte de Lima (Portugal) \| Medalla de plata \| K1 \| \| 2023 \| Vejen (Dinamarca) \| Medalla de oro \| K2 \| \| 2024 \| Metković (Croacia) \| Medalla de oro \| K2 \| \| 2024 \| Metković (Croacia) \| Medalla de plata \| K1 \| \| Campeonato Europeo \| \| \| \| \| Año \| Lugar \| Medalla \| Competición \| \| 2009 \| Ostróda (Polonia) \| Medalla de plata \| K1 \| \| 2011 \| Saint-Jean-de-Losne (Francia) \| Medalla de oro \| K1 \| \| 2013 \| Vila Verde (Portugal) \| Medalla de plata \| K1 \| \| 2014 \| Piešťany (Eslovaquia) \| Medalla de oro \| K1 \| \| 2015 \| Bohinj (Eslovenia) \| Medalla de oro \| K1 \| \| 2016 \| Pontevedra (España) \| Medalla de oro \| K1 \| \| 2017 \| Ponte de Lima (Portugal) \| Medalla de oro \| K1 \| \| 2018 \| Metković (Croacia) \| Medalla de oro \| K1 \| \| 2021 \| Moscú (Rusia) \| Medalla de oro \| K1 \| \| 2021 \| Moscú (Rusia) \| Medalla de oro \| K1 (DC) \| \| 2021 \| Moscú (Rusia) \| Medalla de plata \| K2 \| \| 2022 \| Silkeborg (Dinamarca) \| Medalla de bronce \| K1 \| \| 2023 \| Slavonski Brod (Croacia) \| Medalla de plata \| K1 (DC) \| \| 2023 \| Slavonski Brod (Croacia) \| Medalla de plata \| K2 \| \| 2025 \| Ponte de Lima (Portugal) \| Medalla de oro \| K2 \| \| 2025 \| Ponte de Lima (Portugal) \| Medalla de plata \| K1 \| \| 2025 \| Ponte de Lima (Portugal) \| Medalla de bronce \| K1 (DC) \| |                                |                   |             |
| Campeonato Mundial |                                |                   |             |
| Año | Lugar                          | Medalla           | Competición |
| 2009 | Vila Nova de Gaia (Portugal)   | Medalla de bronce | K1          |
| 2012 | Roma (Italia)                  | Medalla de plata  | K1          |
| 2014 | Oklahoma City (Estados Unidos) | Medalla de bronce | K1          |
| 2016 | Brandeburgo (Alemania)         | Medalla de bronce | K1          |
| 2019 | Shaoxing (China)               | Medalla de plata  | K1          |
| 2021 | Pitești (Rumania)              | Medalla de oro    | K1 (DC)     |
| 2022 | Ponte de Lima (Portugal)       | Medalla de oro    | K2          |
| 2022 | Ponte de Lima (Portugal)       | Medalla de plata  | K1          |
| 2023 | Vejen (Dinamarca)              | Medalla de oro    | K2          |
| 2024 | Metković (Croacia)             | Medalla de oro    | K2          |
| 2024 | Metković (Croacia)             | Medalla de plata  | K1          |
| Campeonato Europeo |                                |                   |             |
| Año | Lugar                          | Medalla           | Competición |
| 2009 | Ostróda (Polonia)              | Medalla de plata  | K1          |
| 2011 | Saint-Jean-de-Losne (Francia)  | Medalla de oro    | K1          |
| 2013 | Vila Verde (Portugal)          | Medalla de plata  | K1          |
| 2014 | Piešťany (Eslovaquia)          | Medalla de oro    | K1          |
| 2015 | Bohinj (Eslovenia)             | Medalla de oro    | K1          |
| 2016 | Pontevedra (España)            | Medalla de oro    | K1          |
| 2017 | Ponte de Lima (Portugal)       | Medalla de oro    | K1          |
| 2018 | Metković (Croacia)             | Medalla de oro    | K1          |
| 2021 | Moscú (Rusia)                  | Medalla de oro    | K1          |
| 2021 | Moscú (Rusia)                  | Medalla de oro    | K1 (DC)     |
| 2021 | Moscú (Rusia)                  | Medalla de plata  | K2          |
| 2022 | Silkeborg (Dinamarca)          | Medalla de bronce | K1          |
| 2023 | Slavonski Brod (Croacia)       | Medalla de plata  | K1 (DC)     |
| 2023 | Slavonski Brod (Croacia)       | Medalla de plata  | K2          |
| 2025 | Ponte de Lima (Portugal)       | Medalla de oro    | K2          |
| 2025 | Ponte de Lima (Portugal)       | Medalla de plata  | K1          |
| 2025 | Ponte de Lima (Portugal)       | Medalla de bronce | K1 (DC)     |